# Preservativo feminino antiviolação
O preservativo feminino antiviolação, nomeado inicialmente como rapex, é um preservativo feminino antiviolação desenvolvido em 2005 pela sul-africana Sonette Ehlers. Ele pode ser inserido no canal vaginal tal como um diafragma. O produto apresenta minúsculas farpas que atacam o pênis do violador e que só podem ser removidos cirurgicamente. Num artigo sobre o rapex, Ehlers comentou que foi inspirada a inventar o aparelho depois de um encontro com uma vítima que lhe disse: "Se eu tivesse dentes aqui embaixo..."

## Etimologia
Rapex é uma referência ao termo inglês para "estupro": rape.